# Cao Ly Cung Mẫn vương

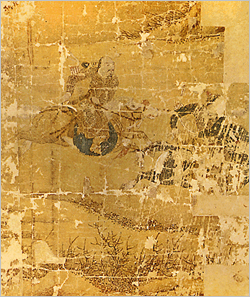
Cheonsan Daeryeopdo, "Thiên Sơn đại liệp đồ" do Cung Mẫn Vương họa.

Cao Ly Cung Mẫn Vương (Hangul: 고려 공민왕; chữ Hán: 高麗 恭愍王; 23 tháng 5 năm 1330 – 27 tháng 10 năm 1374, trị vì 1351 – 1374) là quốc vương thứ 31 của Cao Ly. Ông là con trai thứ hai của Trung Túc Vương và là em ruột của Trung Huệ Vương (충혜왕). Ông có tên Mông Cổ là Bá Nhan Thiếp Mộc Nhi (伯顔帖木兒, Bayan Temür, Baegancheopmoga). Ông có tên húy ban đầu là Vương Kỳ (왕기, 王祺) về sau đổi thành Vương Chuyên (왕전, 王顓). Ông có tên tự là Di Trai (이재, 怡齋) hay Ích Đường (익당, 益堂).
Mẫn Vương lên ngôi sau khi Trung Định Vương, con trai của Trung Huệ Vương bị nhà Nguyên phế truất. Ông có miếu hiệu là Vũ Tông

## Cuộc sống ban đầu
Cao Ly là nước phiên thuộc của nhà Nguyên sau khi quân Mông Cổ xâm lược nước này. Bắt đầu từ Cao Ly Trung Tông, các nhà lãnh đạo tương lai của Cao Ly sẽ kết hôn với công chúa người Mông Cổ và được cử đến triều đình nhà Nguyên ở Đại Đô để làm con tin. Theo phong tục này, Cung Mẫn Vương đã sống nhiều năm trên đất Nguyên từ khi được cử đến vào năm 1341. Ông kết hôn với Lỗ Quốc Đại trưởng công chúa. Song vào giữa thế kỷ 14, nhà Nguyên bắt đầu bên bờ vực sụp đổ và sớm sau đó bị nhà Minh lật đổ vào năm 1368.

## Trị vì
Với sự sụp đổ của nhà Nguyên, thế lực đã ảnh hưởng lên bán đảo kể từ năm 1238, Cung Mẫn Vương bắt đầu các nỗ lực để cái cách triều đình Cao Ly. Hành động đầu tiên của ông là loại bỏ tất cả quý tộc và tướng lĩnh thân Mông Cổ ra khỏi vị trí của họ. Những người này đã lật một phe đối lập và đã âm mưu tiến hành một cuộc chính biến chống nhà vua song đã không thành công. Triệu Nhật Tân (Jo Il-sin) đã từng cố gằng để giành lấy triều đình, song cuộc nổi dậy đã bị tướng Thôi Oánh dập tắt.
Khi Mông Cổ xâm lược Triều Tiên, tức thập kỳ 1250 đến 1270, người Mông Cổ đã thôn tính các lãnh thổ phía bắc của Cao Ly và hợp nhất chúng vào Song Thành tổng quản phủ (쌍성총관부, 雙城摠管府) và Đông Ninh phủ (동녕부, 東寧府) của đế quốc Mông Cổ. Năm 1356, quân Cao Ly đã lấy lại các vùng đất này một phần nhờ vào sự đào thoát của Lý Tử Xuân, một quan cấp thấp người Cao Ly phụng sự cho người Mông Cổ ở Song Thành, và con trai ông là Lý Thành Quế.
Vấn đề nội bộ thứ hai là việc giải quyết sở hữu đất đai. Hệ thống cấp điền đã bị phá vỡ, và các quan lại có thiện ý với người Mông Cổ, cùng với một số quý tộc khác nắm giữ phần lớn đất nông nghiệp của đất nước, và do các nông dân cùng những người làm thuê canh tác. Tuy nhiên, Cung Mẫn Vương đã nỗ lực cải cách đất đai.
Vấn đề thứ ba là nạn giặc Uy khấu, họ gây phiền phức cho bán đảo chủ yếu bằng hành vi cướp phá rồi lại lẩn trốn ra biển, song nay đã có tổ chức hơn và nhiều khi tấn công sâu vào trong nội địa. Tướng Thôi Oánh và Lý Thành Quế đã được Cung Mẫn Vương yêu cầu chống lại chúng.
Vấn đế thứ 4 là Hồng cân quân xâm lược, việc này đã xảy ra hai lần vào năm 1359 và năm 1361. Năm 1361, Hồng cân quân đã chiếm Khai Thành một thời gian ngắn.
Mặc dù quan hệ giữa Lỗ Quốc công chúa và vua rất thân thiết, song họ đã không thể thụ thai. Lỗ Quốc công chúa mất năm 1365 và điều này dẫn đến việc nhà vua bị trầm cảm và tâm thần bất ổn. Ông trở nên thờ ơ với việc triều chính và giao phó mọi việc cho sư tăng Tân Đôn (신돈). Tuy nhiên, sau 6 năm, Tân Đôn bị mất chức vị. Cung Mẫn Vương dã dành thời gian rỗi của mình cho con trai và các đề tài tôn giáo.
Các quan lại bảo thủ của Cao Ly không bao giờ tha thứ cho những nỗ lực cải cách của ông. Họ giải thích chính sách cắt đứt mọi mối quan hệ với nhà Nguyên và lập quan hệ với nhà Minh là một mối đe dọa trực tiếp đến vị trí của họ và e ngại rằng các nỗ lực cải cách hơn nữa có thể được thực hiện.

## Qua đời
Khi biết được Hồng Luân (홍륜) giao du với một phi tần trong cung, Cung Mẫn Vương giận lắm. Hồng Luân bèn lập mưu với Thôi Vạn Sinh lẻn vào cung rồi giết chết ông khi ông đang ngủ. Đó là năm 1374. Triều thần là Lý Nhân Nhậm (이인임) nắm việc triều chính vận động đưa U Vương mới 11 tuổi lên ngôi.
Ông được táng tại Cung Mẫn Vương lăng, hay còn gọi là Huyền Chính lăng (玄正陵), truy thụy Cung Mẫn Nhân Văn Nghĩa Vũ Dũng Trí Minh Liệt Kính Hiếu Đại vương (恭愍仁文義武勇智明烈敬孝大王).

## Nghệ thuật
Cung Mẫn Vương trở nên nổi tiếng với tài nghệ xuất chúng của mình trong các lĩnh vực nghệ thuật. Ông cũng nổi tiếng với các tác phẩm thư pháp. Một số tác phẩm có thể kể đến như Thiên Sơn đại liệp đồ (Cheonsan Daeryeopdo, 천산대렵도, 天山大獵圖), Lỗ Quốc Đại Trưởng công chúa chân (노국대장공주진(眞)), Thích Già xuất sơn tượng (석가출산상, 釋迦出山像), A Phòng cung đồ (아방궁도, 阿房宮圖), Huyền Lăng sơn thủy đồ (Hyeonreung Sansudo, 현릉산수도, 玄陵山水圖), Đồng Tử Phổ Hiền Đồng nha bạch tượng đồ (Dongjabohyeon Yugabaeksangdo, 동자보현육아백상도, 童子普賢六牙白象圖).

## Miêu tả trong nghệ thuật
- Phim truyền hình Hàn Quốc Shin Don có mô tả về hình tượng Cung Mẫn Vương.
- Bộ phim "Sương Hoa điếm" được lấy cảm hứng ở một mức độ nhất định từ cuộc sống của ông.
- Bộ phim "Thần y 2012" cũng khắc hoạ quá trình trị vì đất nước của Cung Mẫn Vương.

## Gia quyến
- Cha: Cao Ly Trung Túc Vương.
- Mẹ: Cung Nguyên Vương hậu Hồng thị (공원왕후 홍씨; 1298 – 1380). Bà là con gái của Phủ viện quân Hồng Khuê (홍규) và phu nhân Kim thị (김씨), là em ruột của Trung Tuyên Vương Thuận Hòa Viện phi. Nguyên phong Đức phi rồi tấn phong Vương hậu, truy thụy Minh Đức Thái hậu (明德太后).
- Hậu phi:
  1. Nhân Đức Vương hậu, hay Lỗ Quốc Đại trưởng công chúa, tông thất nữ của nhà Nguyên. Không con.
  2. Thuận Tĩnh Vương hậu Hàn thị (순정왕후/顺静王后), mẹ nuôi của Cao Ly U Vương. Vốn chỉ là cung nhân, có công nuôi dưỡng vua nên được truy phong Vương hậu, táng tại Ý lăng (懿陵).
  3. Lý Huệ phi (이혜비/李惠妃; ? – 1408), con gái của thi nhân Lý Tế Hiền. Nguyên phong Huệ Hòa Cung chủ (혜화궁주/惠和宮主), về sau xuất gia làm ni, truy phong Huệ phi.
  4. Hàn Ích phi (한익비/益妃韩), tông thất nữ của Cao Ly, con gái của Đức Phong quân Vương Nghĩa (덕풍군 왕의/德豊君 王義). Thông gian với Hồng Luân và sinh được một con gái. Khi mất truy phong Ích phi.
  5. Liêm Thận phi (염신비/廉愼妃), con gái của Liêm Đễ Thần (염제신/廉悌臣), xuất gia. Truy phong Thận phi.
  6. Yên Định phi (안정비/安定妃; ? – 1428), con gái của Yên Khắc Nhân (安克仁), xuất gia. Truy phong Định phi.
  7. Thị thiếp Ban Nhã (반야/般若; ? – 1376), mẹ đẻ của Cao Ly U Vương. Bà nguyên là một nô tỳ của Tân Đôn, điều này khiến nhiều người nghi ngờ về xuất thân của U Vương.